# Âu Ngọc Hồ
Âu Ngọc Hồ (21 tháng 3 năm 1930 – 15 tháng 7 năm 2015) là quan chức, kỹ nghệ gia và giáo sư giảng dạy Viện Đại học Huế. Ông từng giữ chức Tổng trưởng Bộ Kinh tế Việt Nam Cộng hòa dưới thời Đệ Nhị Cộng hòa.

## Tiểu sử
Âu Ngọc Hồ sinh ngày 21 tháng 3 năm 1930 tại Huế, Trung Kỳ, Liên bang Đông Dương.:313
Từ năm 1968 đến năm 1969, ông được bổ nhiệm làm Tổng trưởng Bộ Kinh tế trong nội các Trần Văn Hương.:313
Năm 1981, quản lý cấp cao của Công ty Bách hóa Broadway ở Los Angeles nước Mỹ là giáo sư Nguyễn Thanh Trang đề nghị thành lập "Hội Thân hữu Viện Đại học Huế". Bốn mươi cựu giáo sư Viện Đại học Huế, trong đó có vợ chồng cựu hiệu trưởng Lê Thanh Minh Châu, trưởng ban giáo vụ Lê Văn và giáo sư Âu Ngọc Hồ, đã tham dự buổi họp mặt tổ chức tại Mission Viejo, Quận Cam, và quyết định thành lập Hội Thân hữu Viện Đại học Huế, giáo sư Nguyễn Thanh Trang từng là chủ tịch đầu tiên của hội này. 
Năm 1984, Âu Ngọc Hồ kế nhiệm giáo sư Nguyễn Thanh Trang lên làm chủ tịch hội. Về sau, Hội Thân hữu Viện Đại học Huế gần như ngừng hoạt động vì những lý do đột xuất.
Ông qua đời ngày 15 tháng 7 năm 2015 tại Rancho Palos Verdes, California, Mỹ.

## Vinh danh

### Huân chương
- Huân chương Cảnh tinh Đại thụ Trung Hoa Dân Quốc[7]

### Giải thưởng
- Huy chương đồng được bảy tiểu bang ở miền Tây Hoa Kỳ tài trợ[2]:314
- Giải Nhất cuộc thi Tranh biện do Câu lạc bộ Rotary của Montana, Mỹ tài trợ[2]:314

## Tác phẩm
- Phát triển Công nghiệp Việt Nam (Industrial Development of Vietnam)[2]:314